# Vaternish Point
Vaternish Point är en udde i Storbritannien.   Den ligger i kommunen Highland och riksdelen Skottland, i den nordvästra delen av landet, 800 km nordväst om huvudstaden London. Vaternish Point ligger på ön Skye.
Terrängen inåt land är huvudsakligen kuperad, men österut är den platt. Havet är nära Vaternish Point åt nordväst.  Närmaste större samhälle är Uig, 16,6 km öster om Vaternish Point. 